# Sîlivka, Berezivka
Sîlivka (în ucraineană Силівка, în germană Friedensfeld) este un sat în comuna Konopleane din raionul Berezivka, regiunea Odesa, Ucraina. Satul a fost locuit de germanii pontici.

## Demografie
Componența lingvistică a localității Sîlivka
     Ucraineană (80,49%)
     Română (9,76%)
     Rusă (4,88%)
     Găgăuză (4,87%)
Conform recensământului din 2001, majoritatea populației localității Sîlivka era vorbitoare de ucraineană (80,49%), existând în minoritate și vorbitori de română (9,76%), rusă (4,88%) și găgăuză (4,87%).